# Publicidad sexista
La publicidad sexista hace referencia a las imágenes publicitarias que contienen estereotipos de los roles de género. La representación del género se usa con mucha frecuencia en la publicidad con el fin de establecer el papel de uno de los géneros en relación con el otro. Algunos estudiosos sostienen que los anunciantes están obsesionados con los géneros. Sin embargo, a diferencia del sexo, que es el producto de la distinción biológica entre hombres y mujeres; el género se desarrolla entre humanos como resultado de la socialización y, normalmente, está estrechamente relacionado con el sexo biológico. El género hace referencia a la yuxtaposición entre hombres y mujeres, o feminidad y masculinidad. Los anunciantes se centran en esta relación, porque la gente se define a sí misma según su género, ya que es algo que “se puede adivinar a simple vista”. Gracias a esto, para los anunciantes es cada vez más sencillo usar esta idea.

## Aparición y conservación de la normalidad del género

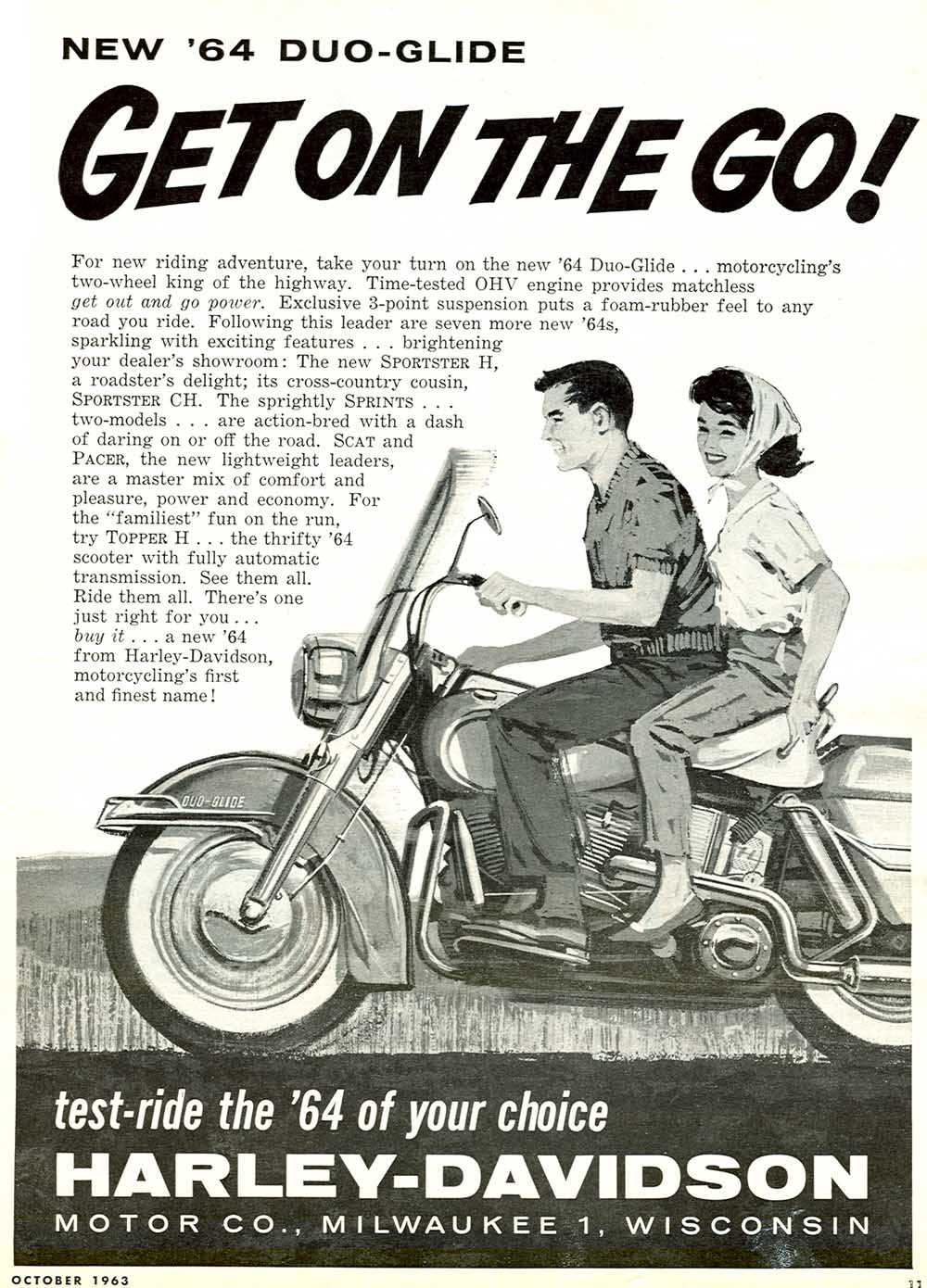
Anuncio de Harley-Davidson de 1964 donde un hombre dirige y una mujer da un paseo.

La publicidad es un agente de socialización importante en las sociedades modernas e industrializadas, y por ello, se usa como herramienta para mantener ciertas construcciones sociales como el género. Se representa a los hombres y a las mujeres como diferentes en actitud, comportamiento y estado social. Estas diferencias son las que separan los sexos en distintos géneros. La publicidad sexista hace que los espectadores entrevean un mundo repleto de relaciones, exhibiciones y roles de género definidos y construidos socialmente. Estas imágenes se diseñan para imitar la vida real y muchas confunden los conceptos de fantasía y realidad con relación a la publicidad. Erving Goffman llama “Realismo comercial” al momento en el que los anunciantes tratan de presentar el mundo publicitario como si fuera real. Goffman opina que, aunque los anuncios deberían en realidad resultarnos extraños, nos parecen de lo más habitual. Los publicistas toman algo que ya existe en el mundo y lo modifican, formando un reflejo distorsionado. “Hacen hincapié en algunas cosas pero no inciden en otras” es una hiperritualización del mundo que reconocemos y con la que incluso, en algunos casos, nos sentimos identificados.

## El papel del género en la publicidad
Se defiende que estas imágenes podrían mostrar a los espectadores una amplia variedad de pistas sociales, y que incluso las más sutiles podrían llegar a impactarles. Además, se dice que las relaciones entre géneros se asimilan a través de los anuncios. Entre los roles de género que se asumen están el de la feminidad y la masculinidad. Tanto a hombres como a mujeres se los representa en los anuncios siguiendo las definiciones impuestas por dichos términos. En definitiva, ser mujer significa ser femenina y ser hombre, ser masculino. Apenas hay margen para variar o invertir los papeles de los géneros, excepto dentro del pequeño marco del: nicho de mercado.

### La masculinidad en la publicidad
En la publicidad, a los hombres se les representa normalmente de la siguiente manera:
- Observadores y conscientes de lo que pasa a su alrededor
- Con la postura bien erguida
- Ojos abiertos mirando alrededor
- Controlando su cuerpo
- Con expresión agresiva
- Agarrando objetos firmemente con las manos
- Con las manos en los bolsillos
- Serios
- Físicamente atractivos

«La valentía, la audacia, la capacidad de pensar de manera racional, la fortaleza y eficacia; son todo ejemplos de rasgos “varoniles” que por lo general se anima a poseer; como también la capacidad de pensar de forma independiente y de tomar la iniciativa. Entre las imágenes mediáticas que apoyan estos comportamientos destaca el silencioso y fuerte hombre de Marlboro y anuncios militares que animan a los jóvenes a ser “todo lo que puedan ser”».

### La sociedad presiona a los hombres para que apoyen la tradicional hombría y sexualidad en la publicidad
Desde los años 80, la figura masculina se ha utilizado más en la publicidad para representar una idealización de la imagen del cuerpo similar a la de la mujer. Varias investigaciones indican que los hombres sienten cierta presión social que les obliga a respaldar los prototipos tradicionales de hombría en la publicidad. Otros estudios realizados por Martin y Gnoth (2009) han descubierto que los hombres afeminados prefieren los modelos femeninos en privado; sin embargo, en público, manifiestan su preferencia por los masculinos cuando su "yo" colectivo es destacado. Es decir, cuando piensan que pueden ser clasificados por otros hombres como femeninos, apoyan los modelos tradicionales varoniles. Dichos autores sugieren que este resultado refleja la presión social que se ejerce sobre los hombres para que acepten los ideales tradicionales de masculinidad.
Además, un gran número de anuncios muestra a los hombres como objetos sexuales. Un estudio sobre la obsesión del cuerpo masculino ha descubierto que anuncios de todo tipo (desde coches hasta ropa interior) representan cuerpos trabajados con “abdominales marcados, grandes pectorales y hombros anchos"; una mezcla de musculatura y delgadez que probablemente solo se puede alcanzar mediante el consumo de drogas.
Aunque la igualdad entre mujeres y hombres está progresando en la sociedad, los hombres se han obsesionado con el tema de la musculatura, puesto que esto aún se ve como un símbolo cultural de la masculinidad. Además, se ha sugerido que un cuerpo musculado puede ser un criterio estético esencial tanto para heterosexuales como para homosexuales.
En un estudio de análisis de contenidos  de imágenes exclusivamente masculinas en las revistas de hombres, se constató que la mayoría de los cuerpos que aparecen en la publicidad no eran los "convencionales", sin embargo sí que lo eran las “figuras masculinas” fuertes y firmes. El estudio mostró que los hombres en los anuncios estaban generalmente materializados y despersonalizados.
La representación de los ectomorfos (delgados y ligeramente musculosos) se limitaba principalmente a la publicidad de la ropa que puede quedar mejor en hombres más altos y delgados. Los endomorfos (con más grasa corporal) casi nunca eran retratados y si lo eran, tendían a ser objeto del humor. Es importante tener en cuenta que las representaciones de los cuerpos masculinos se utilizan a menudo con independencia de su relevancia para el producto promocionado.

### La feminidad en la publicidad

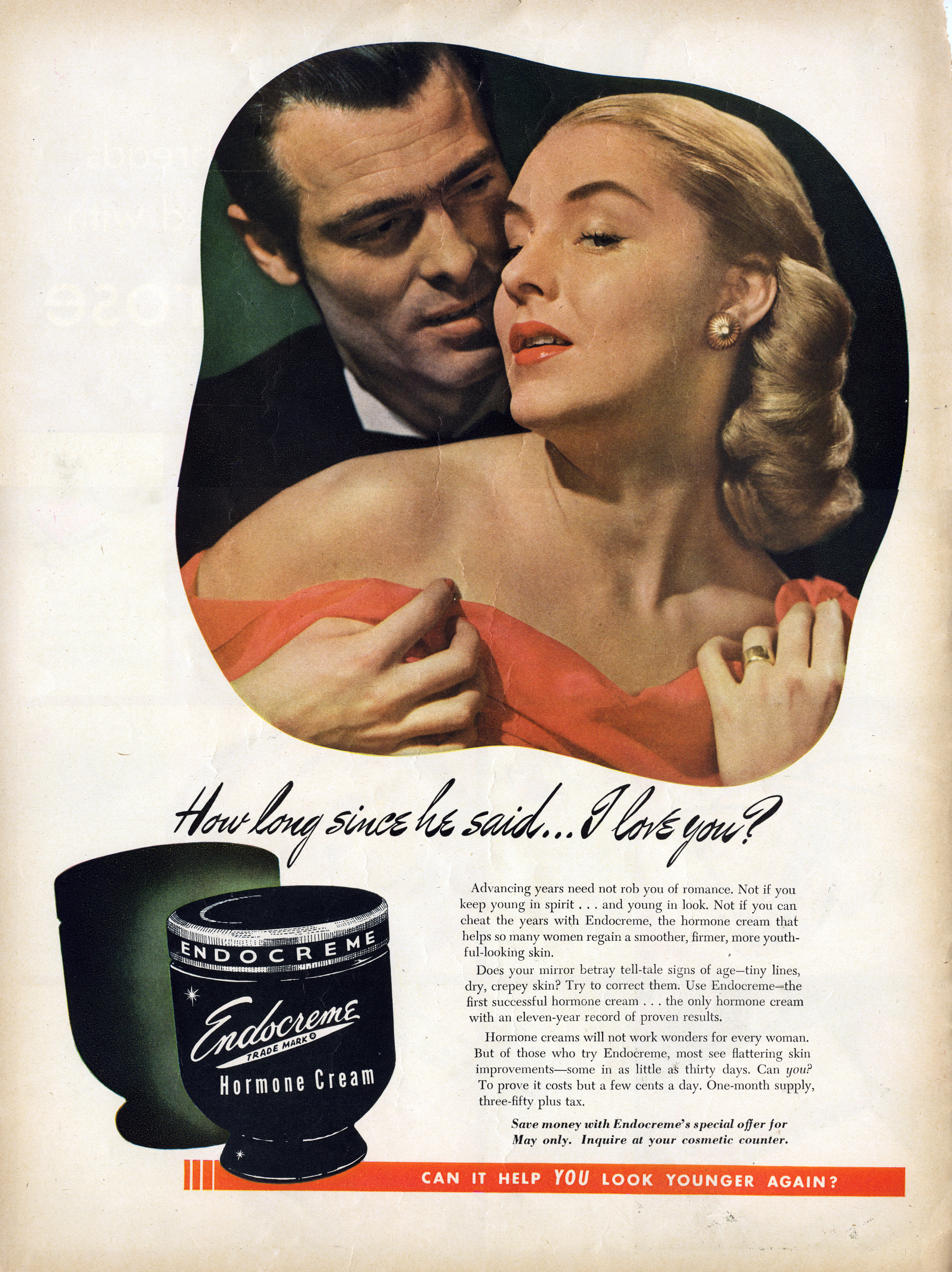
Este anuncio sugiere que las mujeres que no usan hormonas de la juventud estarán tristes porque los hombres no las querrán.

Representación de las mujeres en la publicidad:
- Tocándose a sí mismas
- Acariciando un objeto
- Tendidas en el suelo
- Sentadas en una cama o silla
- Con los ojos cerrados
- Sin estar alerta
- Confundidas
- Vulnerables
- Con el cuerpo contorsionado
- Vestidas como un niño
- Sujetando un objeto o apoyándose sobre un hombre
- Sexis y sexualmente disponibles
- Seductoras
- Juguetonas
- Descuidadas

Estas son posiciones de sumisión e impotencia. Esto se puede ver claramente cuando las mujeres se muestran tendidas en el suelo mientras que los hombres están de pie sobre ellas, esto representa literalmente a las mujeres por debajo de los hombres. Las mujeres están incitadas a perseguir la belleza y el atractivo sexual, y parte de este atractivo sexual es la sumisión.
El cuerpo – y aquí en particular, el cuerpo de la mujer –, de forma inevitable, siempre está controlado por la norma social y la mercantilización del cuerpo a través de industrias como la moda y la belleza que exhiben la feminidad.
Las construcciones discursivas de estos cuerpos femeninos están muy claramente "preparadas para el consumo" de los hombres. Estas construcciones no solo revelan las inevitables relaciones de género-poder sobre el cuerpo, sino que también sugieren la ambivalencia cultural sobre exhibición corporal sexualizada y gestión de imágenes. Este tipo de ambivalencia idealiza y denigra los esfuerzos realizados expresamente para producir y retratar cuerpos que se ajustan a los “ideales” de la sociedad.

## La representación de los géneros en la publicidad
"Si el género se define como la correlación culturalmente establecida de los sexos (concebida a partir de la biología o del aprendizaje), la representación de los sexos se entiende entonces como el retrato convencionalizado de dichas correlaciones". La representación de los géneros puede ser definida de otra manera como los rituales que atañen al comportamiento de los mismos, y que además se utilizan para interpretar la realidad social. Esta es la fuente de la que principalmente se nutre la publicidad, y para Goffman estas son las razones por las que los anuncios no extrañan al público. Además, Goffman sostiene que hay códigos que se pueden utilizar para la identificación de los géneros. Estos códigos, referentes al género, se pueden observar en las representaciones de tanto hombres como mujeres en la publicidad. Existen cuatro categorías en las que se evidencian dichos códigos de género: la familia, el tacto femenino, el rito de la subordinación y la retractación permitida.

### La familia
Se dice que las mujeres adultas son representadas como niñas pequeñas o se infantilizan en la publicidad. Aparecen en pantalla con los dedos metidos en la boca o vestidas como muñecas. Cuando vemos a una familia en la publicidad, la madre a menudo se asemeja a la hija, mientras que dicho parecido no se materializa en el caso de padres e hijos.  “Los chicos tienen que trazar su camino hacia la madurez… Las chicas simplemente tienen que desenvolverse socialmente”.

### El tacto femenino
Se ha aducido la idea de que las mujeres a menudo aparecen en los anuncios tocando su propio cuerpo, señal de la delicadeza del mismo. Raramente suelen aparecer tocando o acariciando un objeto, mientras que los hombres aparecen agarrándolo firmemente, modo de ejemplificar el control que tienen sobre su vida; las mujeres, en cambio, se limitan al mero hecho de mostrar su presencia.

### La retractación autorizada
Hace referencia a la idea de que las mujeres se representan confusas, despistadas y mentalmente ausentes de la escena y del momento presente a diferencia de los hombres, siempre alerta y dispuestos a enfrentarse a cualquier amenaza.

### El rito de la subordinación
Las mujeres se conciben en los anuncios como subordinadas o sumisas. Este hecho se demuestra de forma clara en que las mujeres se colocan debajo de los hombres, y en que podemos encontrarlas a menudo reposando en el suelo o sobre una cama, mientras los hombres permanecen erguidos o sentados en una silla. Otras representaciones que ejemplifican la subordinación de los géneros incluyen la inclinación del cuerpo, la de la cabeza, "el grado de pudor en la flexión de las rodillas", ciertas posiciones ladeadas, la mordedura de labios, la autosujeción, etc. Todos estos signos perpetúan un desequilibrio personal que se postra a merced del entorno, todas estas posturas corporales encarnan la sumisión.

## El giro: lainversión de papeles
A veces los roles tradicionales de ambos géneros se invierten. Cuando esto sucede, podemos observar a hombres comportándose de formas que generalmente se asocian a la feminidad, y a mujeres que adoptan comportamientos típicamente masculinos. Es el caso, con frecuencia, de la publicidad homosexual. Ser testigo de esta publicidad puede ser una experiencia impactante para la mayoría, puesto que no se está acostumbrado a este tipo de anuncios. Esto es un indicador de que, en efecto, en la publicidad existe una distinción entre géneros.

## El cuerpo dentro de la cultura de consumo
Dentro de la cultura de consumo, se rinde culto al cuerpo por ser un objeto de placer. El cuerpo desea y es deseado, y cuanto más cerca esté del ideal de juventud, salud, bienestar y belleza, mayor es su valor de cambio. La cultura de consumo permite mostrar el cuerpo humano sin pudor.
Hoy en día la ropa se diseña para embellecer el cuerpo humano en su estado ’natural’, situación totalmente opuesta a la del siglo XIX donde la ropa se concebía para ocultar el cuerpo. De hecho, las prendas victorianas para hombre eran holgadas, conservadoras y de colores discretos, reflejaban el afán por respetar el cuerpo masculino. En cuanto a las mujeres, a pesar de las intensas campañas contra los corsés, debían ir aprisionadas en esta prenda para así acentuar sus curvas. En la intimidad, la desnudez del cuerpo no se consideraba una fuente de belleza y goce ‒el acto sexual debía realizarse a oscuras‒.
En cambio, después de la Segunda Guerra Mundial, con el auge de la cultura de consumo en Estados Unidos, el cuerpo dejó de ser un pecado y se encontraba cada vez más en contextos tanto dentro como fuera de la cama. Es más, la popularidad del estilo de vida californiano al aire libre y los destinos turísticos en zonas cálidas permitieron desde mediados del siglo XX que la ropa de andar por casa fuese más aceptada, y por consiguiente, la exhibición del cuerpo humano también lo fue.

## Las consecuencias de los anuncios publicitarios
La belleza se puede considerar en gran medida como subjetiva. La interpretación de un conjunto de estándares hace que una forma de apariencia en particular sea o no valorada. Tanto hombres como mujeres se esfuerzan por alcanzar un ideal de belleza, se ven influenciados y adaptan o modifican su apariencia para ajustarse a los estándares. Estos últimos provienen en su mayoría de modelos y otras estrellas famosas que nos presentan los medios de comunicación a través de los distintos productos y en portadas de revista. Puesto que hoy en día la sociedad está rodeada de publicidad en todos los ámbitos de la vida, por ejemplo, en la televisión, en las vallas publicitarias, en los productos de los supermercados (principalmente en los productos de belleza) y en los medios sociales, los niños ven este tipo de material cada vez desde más jóvenes, a su vez, como aún son muy influenciables, conciben un ideal de belleza basado en ello.
A principios del siglo XX, la sociedad comenzó a buscar bienes materiales con el fin de satisfacer un deseo general de poseer el objeto más que de realmente utilizarlo. Esto se debe en gran medida a la publicidad y a la interpretación que hacemos, principalmente en los productos de belleza, es decir, los modelos de la publicidad tienen ese aspecto gracias a estos productos.
En cuanto a atractivo físico se refiere, es habitual que los jóvenes, tanto hombres como mujeres, se comparen con los modelos de la publicidad. En la imagen final que llega al consumidor, para conseguir el look perfecto (o imposible), el aspecto y la talla de los modelos a menudo se modifica mediante programas como Photoshop. El uso de estas imágenes crea ideales de belleza que son poco realistas, tanto de hombre como de mujer; se anhela parecerse al modelo mostrado en la publicidad, y con tal de conseguir un aspecto similar, se emplean dietas extremas y procedimientos quirúrgicos. Se ha observado que este énfasis por un físico perfecto puede ser psicológicamente perjudicial para el bienestar de muchos jóvenes, hombres y mujeres, y para la imagen de uno mismo.
La publicidad de las revistas muestra modelos atractivas y delgadas, esto puede provocar que las mujeres se consideren cada vez más como un objeto. El hecho de mirar este tipo de publicidad ocasiona que las mujeres miren su propio aspecto con un ojo muy crítico. Las imágenes procedentes de los medios de comunicación se muestran a las mujeres occidentales, y el uso de estas imágenes de mujeres delgadas y perfectas abunda en la publicidad. 
Cuando se emplea la sexualidad en la publicidad, ciertos valores y actitudes hacia el sexo 'se venden' junto con el producto. El mensaje puede ser que “la inocencia es sexy”, que la mujer disfruta el hecho de ser dominada, que el uso de ciertos productos es inaceptable pero legal, o que el uso de ciertos productos puede hacer que el usuario sea más atractivo para el sexo opuesto, entre muchos otros mensajes.

## Avances legales
Las reclamaciones sociales por la defensa de la igualdad han implicado importantes avances en los códigos legales en el mundo.
En España, los parlamentos autonómicos valenciano y andaluz han aprobado leyes que implican la supeditación en la subvención a medios de comunicación a una publicidad libre de contenidos que impliquen algún tipo de discriminación en materia de género.
Posteriormente a la aprobación de estas leyes, algunos de los principales diarios, especialmente en el ámbito local, no han aplicado cambios en la publicidad que puede leerse en secciones como la de anuncios clasificados, por lo que asociaciones de usuarios han planteado medidas disuasorias desde el punto de vista económico y administrativo como el recurso ante el organismo regulador de la Competencia con base en las potestades de la Ley 30/1992.
De acuerdo con una noticia publicada el día 16/05/ 2018, Segovia se convierte en la primera ciudad española en intentar acabar con la publicidad sexista en sus espacios públicos, concretamente en su transporte y sus establecimientos públicos, tras la aprobación de una ordenanza municipal que prohíbe la difusión de imágenes denigrantes de la mujer . Se trata de un proyecto pionero que va a exigir la participación ciudadana para detectar todos los supuestos.